# NGC 898
NGC 898 es una galaxia espiral que se observa de canto y ubicada en la constelación de Andrómeda, a unos 246 millones de años luz de la Vía Láctea. Fue descubierta por el astrónomo germano-británico William Herschel en 1786 .